# Vebacom
Die Vebacom GmbH war ein 1994 gegründetes deutsches Telekommunikationsunternehmen. Bereits 1997 wurde es zusammen mit RWE Telliance zu o.tel.o verschmolzen.

## Hintergrund
Historisch gewachsen betrieb der Energiekonzern VEBA, wie andere große Energieunternehmen auch, ursprünglich ein eigenes Fernmelde- und Telefon-Festnetz, das unabhängig vom Staatsmonopol der Deutschen Bundespost (später Deutsche Telekom) aufgebaut war und ausschließlich innerbetrieblichen Zwecken diente. Im Zuge der Liberalisierung und Privatisierung des Telekommunikationsmarktes und auf Grundlage der vorhandenen Netzinfrastruktur gründete die VEBA 1994 zusammen mit der britischen Cable & Wireless das Tochterunternehmen Vebacom.
An der gemeinsamen Tochter hielten VEBA 55 % und Cable & Wireless 45 %. Vebacom war zusammen mit der Thyssen Telecom mit je 30,2 % Anteil einer der Gründungsgesellschafter von E-Plus.
Die von RWE mit ähnlicher Vorgeschichte ebenfalls ausgegründete Telekommunikationsfirma RWE Telliance wurde 1997 mit Vebacom zu o.tel.o communications zusammengelegt. Dieses Gemeinschaftsunternehmen o.tel.o wurde nur zwei Jahre später an Mannesmann Arcor verkauft, womit sich die Energiekonzerne aus dem Telekommunikationsmarkt wieder zurückzogen.